# شيخة زويد
شيخة زويد (21 أكتوبر 1982 -)، ممثلة بحرينية.

## عن حياتها
من مواليد المنامة، بدأت العمل في عروض الأزياء عام 1998 لكنها تحولت إلى التمثيل منذ عام 2007.

## أعمالها[2]

### من المسلسلات
- دمعة عمر.
- وجه آخر.
- أنا و أنت والأنترنت.
- الساكنات في قلوبنا.
- نساء من زجاج.
- الوداع.
- لولو مرجان 2
- امجاد وحاب
- السلطانة.
- سمرة عيدة.

### من المسرحيات
- أبو مساعد في مهب البيت
- سنفروا بحياتكم.
- مواطن ايل للسقوط.
- الأميرة و البطل سام.
- يمقن ايه يمقن لا.
- الأميرة و الذئاب.
- حسن فرارة الخير.

### من الأفلام
- حنين

## الجوائز
- قطر - 2007: أفضل ممثلة دور أول في مهرجان الشباب.
- الكويت - 2011: أفضل ممثلة دور أول في مهرجان الشباب.

## وصلات خارجية
- شيخة زويد على موقع قاعدة بيانات الأفلام العربية